# Christian de Saxe-Weissenfels
Christian de Saxe-Weissenfels, né le 23 février 1682 à Weißenfels et mort le 28 juin 1736 à Sangerhausen, est duc de Saxe-Weissenfels de 1712 à sa mort.
Fils cadet du duc Jean-Adolphe Ier et de Jeanne-Madeleine de Saxe-Altenbourg, il succède à son frère Jean-Georges, qui n'a pas laissé de fils. Christian épouse Louise-Christine de Stolberg-Stolberg-Ortenberg le 12 mai 1712 à Stolberg, mais ils n'ont pas d'enfants. À sa mort, c'est son frère cadet Jean-Adolphe qui lui succède.
Johann Sebastian Bach a écrit sa cantate Was mir behagt, ist nur die muntre Jagd à l'occasion des 31 ans de Christian de Saxe-Weissenfels.